# Biuro Ścisłej Rady Wojennej
Biuro Ścisłej Rady Wojennej (BŚRW) – organ pracy przewodniczącego Ścisłej Rady Wojennej – generała przewidzianego na Naczelnego Wodza w czasie wojny.
Biuro zostało powołane do życia dekretem Naczelnika Państwa, Pierwszego Marszałka Polski Józefa Piłsudskiego z dnia 7 stycznia 1921 roku.
Etat Oddziału IIIa został ustanowiony rozkazem Ministerstwa Spraw Wojskowych O.I.S.G. L. 8680 Org. i ogłoszony w Dodatku Tajnym Nr 28 do Dziennika Rozkazów Ministerstwa Spraw Wojskowych Nr 48 z 6 grudnia 1921 roku, poz. 216. 18 listopada 1924 roku o Minister Spraw Wojskowych zwiększył etat o jednego oficera sztabowego (majora) – referenta do spraw gazowych i jednego szeregowca (ordynansa osobistego).

## Organizacja pokojowa Biura ŚRW
- szef Biura – II zastępca szefa Sztabu Generalnego
- adiutant
- Oddział IIa
- Oddział IIIa (operacyjny)
  - Wydział „Wschód”
  - Wydział „Zachód”
  - Wydział Fortyfikacyjny
  - Wydział Ogólny
  - Wydział Manewrów i Doświadczeń
- Oddział Va (obsady personalnej wyższych dowództw)

## Obsada personalna Biura ŚRW
Szefowie biura
- płk SG Józef Rybak (30 I – 13 XII 1921)
- płk SG Tadeusz Piskor (13 XII 1921 – X 1925)
- płk SG Tadeusz Kutrzeba (X 1925 – VIII 1926)

Szefowie Oddziału IIIa
- płk SG Tadeusz Kutrzeba (1921–1925)
- płk SG Tadeusz Kasprzycki (1925–1926)

Szefowie Oddziału Va
- płk SG Mieczysław Bukowiecki (1921 – IX 1923)
- mjr Aleksander Prystor
- mjr SG Zygmunt Bohusz-Szyszko (V 1925 – VII 1926)

Szefowie Wydziału „Wschód”
- ppłk SG Mikołaj Bołtuć
- ppłk SG Józef Beck

Szefowie Wydziału „Zachód”
- mjr SG Bohdan Hulewicz
- mjr SG Włodzimierz Ludwig
- ppłk SG Zdzisław Wincenty Przyjałkowski

Szefowie Wydziału Fortyfikacyjnego
- płk SG Franciszek Arciszewski
- ppłk SG Henryk Bagiński

Oficerowie Biura
- ppłk SG Ludwik Bociański
- mjr SG Tomasz Bondarczuk-Galiński
- płk SG Władysław Bortnowski
- kpt. SG Andrzej Czerwiński
- kmdr ppor. SG Karol Firich
- mjr SG Tadeusz Frank-Wiszniewski
- mjr sap. Rudolf Fryszowski – referent Wydziału Operacyjno-Fortyfikacyjnego (od X 1924[3])
- mjr SG Kazimierz Glabisz
- mjr SG Adam Remigiusz Grocholski
- kpt. SG Eugeniusz Hinterhoff
- rtm. SG Mateusz Iżycki
- kpt. p.d. SG Witold Stefan Kirszenstein
- rtm p.d. SG Leon Mitkiewicz-Żółłtek
- mjr SG Tadeusz Pełczyński
- ppłk SG (art.) Artur Pepłowski (do 1 VI 1924[4])
- rtm. Rafał Protassowicki (do 15 III 1924[5])
- płk SG pil. inż. Ludomił Rayski
- kpt. SG Stefan Rowecki
- kpt. SG Felicjan Sterba
- kpt. SG Stefan Uziembło
- ppłk SG Witold Wartha
- kpt. dypl. Stanisław Wilimowski
- mjr SG Stanisław Wiloch (od 15 III 1924)
- ppłk SG Stefan Zabielski – szef Wydziału Ogólnego
- ppłk SG Władysław Zubosz-Kaliński – kierownik Referatu Wyszkolenia